# Liegewanne (Hafen)
Eine Liegewanne ist eine künstliche Vertiefung der Gewässersohle am Liegeplatz eines Schiffes. In dieser Mulde kann ein Schiff auch bei Niedrigwasser sicher liegen ohne Grundberührung bzw. ohne dass der Schiffskörper auf der Sohle aufliegt. Durch die zumeist ungleichmäßige Sohle würde der Rumpf in Belastungszustände geraten, für die er nicht ausgelegt ist, und schlimmstenfalls aufreissen. Die Ausbauwassertiefe am Liegeplatz richtet sich nach dem Tiefgang des größten Schiffes, dass den Liegeplatz ansteuern kann.
Ein Beispiel: Der Massenguthafen an der Niedersachsenbrücke in der Jadezufahrt von Wilhelmshaven hatte bei Tideniedrigwasser nicht genügend Wassertiefe für die großen Massengutfrachter. Die dort schon vorhandene Liegenwanne wurden Anfang 2012 nochmals vertieft, um auch Massengutfrachter der Capesize-Klasse mit einem Tiefgang von bis zu 18,50 Meter aufnehmen zu können.
Ein weiteres Beispiel: Als die Alexander von Humboldt einen Liegeplatz an der Schlachte in Bremen bekommen sollte, musste dafür eine Liegewanne ausgebaggert werden, weil das Schiff einen Tiefgang von 4,80 m hat, die Weser aber an dieser Stelle bei Niedrigwasser nur 3,80 m tief war.

## Einzelbelege
1. ↑  Rhenus Midgard rüstet sich in Wilhelmshaven für größere Kohlemengen, DVZ, 18. Oktober 2013 (kostenpflichtiges Login nötig).
2. ↑  Bild-Bericht vom 3. Februar 2015
3. ↑  Neuer Liegeplatz erst im Herbst fertig (Memento vom 4. August 2016 im Internet Archive), Radio Bremen, 26. April 2016.